# Stazione di Viareggio Scalo
La stazione di Viareggio Scalo è stata una stazione ferroviaria delle linee Genova-Pisa e Viareggio–Lucca. Si trattava della prima stazione di Viareggio e per questo è conosciuta localmente anche con il nome di stazione vecchia.

## Storia
La stazione, in origine denominata "Viareggio", fu aperta il 15 aprile 1861 in concomitanza con l'apertura del tronco che la collegava alla stazione di Pisa Porta Nuova. Lo scalo fu poi collegato all'impianto di Pietrasanta il 12 dicembre dello stesso anno.
Il 21 dicembre 1890 la stazione fu raggiunta dalla linea proveniente da Lucca.
L'8 agosto 1900 fu inaugurata la tranvia a vapore che, voluta dal Comune di Camaiore, costituiva il collegamento diretto con Viareggio, che si attestava sul binari più a nord all'interno del piazzale della stazione. In conseguenza dell'apertura della nuova stazione, inaugurata nel 1936, la tranvia fu sostituita da un autoservizio. Contestualmente il vecchio impianto fu rinominato Viareggio Scalo e inizialmente disabilitato al servizio viaggiatori. Venne utilizzato fino al 1992 come scalo di smistamento e per la fermata di alcuni treni regionali.
La stazione venne chiusa nel 1994.

## Strutture e impianti

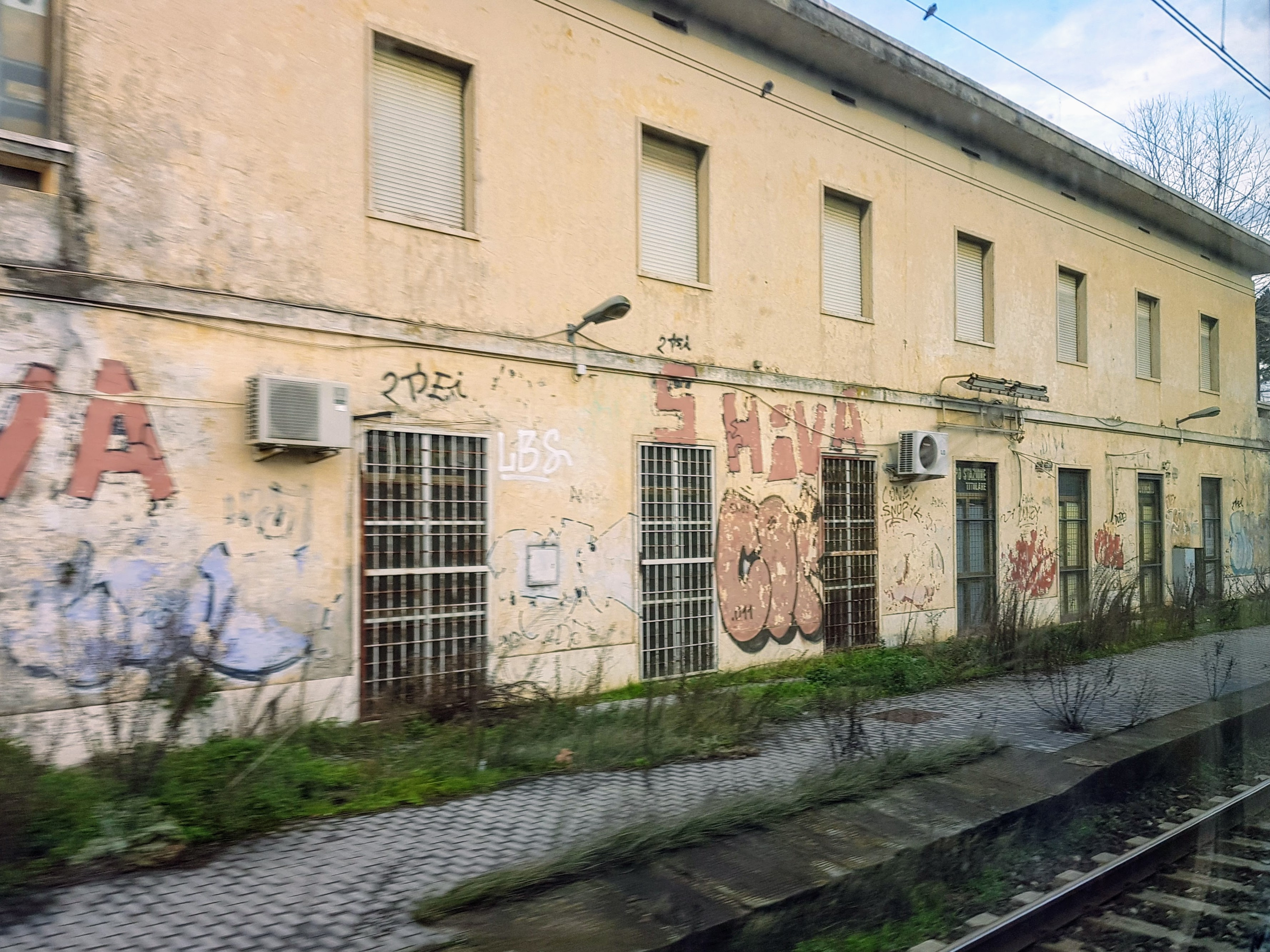
L'edificio della vecchia stazione vista dal lato dei binari.

Alla stazione faceva capo un vasto complesso di raccordi che negli anni mutò più volte la propria fisionomia e funzione.
Fra essi vanno ricordati il cosiddetto Scalo della sabbia, attivo fra il 1861 e il 1930, che giungeva all'omonimo impianto sul canale Burlamacca, il raccordo con uno stabilimento meccanico, quello che collegava due opifici (un'officina meccanica ed un laboratorio marmifero) e il più lungo binario di collegamento con il balipedio della Marina Militare.
Un altro raccordo, di notevole importanza per l'economia della zona, era quello a servizio delle Officine Estensi, che percorreva le vie Varsavia (poi via Arcangeli) e Fontanella (poi Nicolò Pisano). Lo stabilimento cambiò in seguito proprietà, passando alla Società Anonima Officine di Viareggio, cui successe la Cooperativa di lavoro tra Operai Metallurgici (COMA) e infine un'altra azienda veneta, la Fervet di Castelfranco Veneto.